# Distrito electoral de Lima Provincias
Lima Provincias (entre 1980 y 1990, Demás provincias del departamento de Lima) es uno de los 27 distritos electorales representados en el Congreso de la República del Perú. La circunscripción elige actualmente a 4 congresistas. Sus límites corresponden a los del departamento de Lima, excepto la provincia de Lima. El sistema electoral utiliza el método D'Hondt y una representación proporcional con doble voto preferencial opcional.

## Representantes
| 3 | 5 | 1 |

| 2 | 5 | 1 | 1 |

| 1 | 3 | 2 | 3 |

| 2 | 2 |

| 4 |

| 1 | 1 | 1 | 1 |

| 1 | 2 | 1 |

## Elecciones

### Elecciones parlamentarias de 2021
| Partidos y coaliciones                                                                               | Partidos y coaliciones                    | Voto popular | Voto popular | Voto popular | Escaños | Escaños |
| Partidos y coaliciones                                                                               | Partidos y coaliciones                    | Votos        | %            | ±pp          | Total   | +/−     |
| --- | ----------------------------------------- | ------------ | ------------ | ------------ | ------- | ------- |
| | Fuerza Popular (FP)                       | 71,758       | 17.96        | +7.11        | 2       | +1      |
| | Perú Libre (PL)                           | 42,691       | 10.68        | +5.94        | 1       | +1      |
| | Renovación Popular (RP)1                  | 36,004       | 9.01         | +7.58        | 1       | +1      |
| | Acción Popular (AP)                       | 33,212       | 8.31         | –2.43        | 0       | –1      |
| | Podemos Perú (PP)                         | 28,944       | 7.24         | +0.15        | 0       | –1      |
| | Somos Perú (SP)                           | 26,442       | 6.62         | +1.80        | 0       | ±0      |
| | Juntos por el Perú (JP)                   | 24,809       | 6.21         | +2.18        | 0       | ±0      |
| | Avanza País (AvP)                         | 23,786       | 5.95         | +3.28        | 0       | ±0      |
| | Victoria Nacional (VN)                    | 23,728       | 5.94         | Nuevo        | 0       | ±0      |
| | Frente Popular Agrícola del Perú (Frepap) | 23,662       | 5.92         | –5.54        | 0       | –1      |
| | Alianza para el Progreso (APP)            | 22,688       | 5.68         | –0.70        | 0       | ±0      |
| | Partido Morado (PM)                       | 14,207       | 3.56         | –1.41        | 0       | ±0      |
| | Democracia Directa (DD)                   | 8,092        | 2.03         | –3.93        | 0       | ±0      |
| | Unión por el Perú (UPP)                   | 5,129        | 1.28         | –4.40        | 0       | ±0      |
| | Partido Popular Cristiano (PPC)           | 3,722        | 0.93         | –0.42        | 0       | ±0      |
| | Partido Nacionalista Peruano (PNP)        | 3,517        | 0.88         | n/a          | 0       | ±0      |
| | Frente Amplio (FA)                        | 2,715        | 0.68         | –2.98        | 0       | ±0      |
| | Perú Patria Segura (PPS)                  | 2,286        | 0.57         | –3.20        | 0       | ±0      |
| | Renacimiento Unido Nacional (RUNA)        | 2,171        | 0.54         | –0.60        | 0       | ±0      |
| |                                           |              |              |              |         |         |
| Total                                                                                                | Total                                     | 399,563      |              |              | 4       | ±0      |
| |                                           |              |              |              |         |         |
| Votos válidos                                                                                        | Votos válidos                             | 399,563      | 72.44        | –5.24        |         |         |
| Votos en blanco                                                                                      | Votos en blanco                           | 67,024       | 12.15        | +9.40        |         |         |
| Votos nulos                                                                                          | Votos nulos                               | 85,009       | 15.41        | –4.16        |         |         |
| Votos emitidos                                                                                       | Votos emitidos                            | 551,596      | 72.19        | –7.24        |         |         |
| Abstenciones                                                                                         | Abstenciones                              | 212,467      | 27.81        | +7.24        |         |         |
| Votantes registrados                                                                                 | Votantes registrados                      | 764,063      |              |              |         |         |
| |                                           |              |              |              |         |         |
| Fuente:                                                                                              |                                           |              |              |              |         |         |
| Notas al pie: 1 Comparado con los resultados de Solidaridad Nacional (SN) en las elecciones de 2020. |                                           |              |              |              |         |         |
| Notas al pie:                                                                                        |                                           |              |              |              |         |         |
| 1 Comparado con los resultados de Solidaridad Nacional (SN) en las elecciones de 2020.               |                                           |              |              |              |         |         |

### Elecciones parlamentarias de 2020
| Partidos y coaliciones | Partidos y coaliciones                    | Voto popular | Voto popular | Voto popular | Escaños | Escaños |
| Partidos y coaliciones | Partidos y coaliciones                    | Votos        | %            | ±pp          | Total   | +/−     |
| --- | ----------------------------------------- | ------------ | ------------ | ------------ | ------- | ------- |
| | Frente Popular Agrícola del Perú (Frepap) | 53,200       | 11.46        | Nuevo        | 1       | +1      |
| | Fuerza Popular (FP)                       | 50,346       | 10.85        | –40.89       | 1       | –3      |
| | Acción Popular (AP)                       | 49,840       | 10.74        | +5.11        | 1       | +1      |
| | Podemos Perú (PP)                         | 32,909       | 7.09         | Nuevo        | 1       | +1      |
| | Alianza para el Progreso1 (APP)           | 29,603       | 6.38         | n/a          | 0       | ±0      |
| | Democracia Directa (DD)                   | 27,671       | 5.96         | +3.68        | 0       | ±0      |
| | Unión por el Perú2 (UPP)                  | 26,352       | 5.68         | n/a          | 0       | ±0      |
| | Partido Morado (PM)                       | 23,085       | 4.97         | Nuevo        | 0       | ±0      |
| | Vamos Perú3 (VP)                          | 22,654       | 4.88         | n/a          | 0       | ±0      |
| | Somos Perú1 (SP)                          | 22,382       | 4.82         | n/a          | 0       | ±0      |
| | Perú Libre (PL)                           | 22,018       | 4.74         | Nuevo        | 0       | ±0      |
| | Juntos por el Perú (JP)                   | 18,693       | 4.03         | Nuevo        | 0       | ±0      |
| | Perú Patria Segura (PPS)                  | 17,496       | 3.77         | Nuevo        | 0       | ±0      |
| | Frente Amplio (FA)                        | 17,010       | 3.66         | –8.72        | 0       | ±0      |
| | Avanza País (AvP)                         | 12,386       | 2.67         | Nuevo        | 0       | ±0      |
| | Partido Aprista Peruano3 (APRA)           | 8,680        | 1.87         | n/a          | 0       | ±0      |
| | Solidaridad Nacional2 (SN)                | 6,642        | 1.43         | n/a          | 0       | ±0      |
| | Contigo4 (C)                              | 6,360        | 1.37         | –10.73       | 0       | ±0      |
| | Partido Popular Cristiano3 (PPC)          | 6,252        | 1.35         | n/a          | 0       | ±0      |
| | Perú Nación (PN)                          | 5,319        | 1.15         | Nuevo        | 0       | ±0      |
| | Renacimiento Unido Nacional (RUNA)        | 5,305        | 1.14         | Nuevo        | 0       | ±0      |
| |                                           |              |              |              |         |         |
| Total | Total                                     | 464,203      |              |              | 4       | ±0      |
| |                                           |              |              |              |         |         |
| Votos válidos | Votos válidos                             | 464,203      | 77.68        | +12.87       |         |         |
| Votos en blanco | Votos en blanco                           | 16,427       | 2.75         | –9.13        |         |         |
| Votos nulos | Votos nulos                               | 116,931      | 19.57        | –3.74        |         |         |
| Votos emitidos | Votos emitidos                            | 597,561      | 79.43        | –5.73        |         |         |
| Abstenciones | Abstenciones                              | 154,728      | 20.57        | +5.73        |         |         |
| Votantes registrados | Votantes registrados                      | 752,289      |              |              |         |         |
| |                                           |              |              |              |         |         |
| Fuente: |                                           |              |              |              |         |         |
| Notas al pie: 1 Dentro de la coalición Alianza para el Progreso del Perú en las elecciones de 2016. 2 Dentro de la coalición Alianza Solidaridad Nacional en las elecciones de 2016 (retiraron su candidatura). 3 Dentro de la coalición Alianza Popular en las elecciones de 2016. 4 Comparado con los resultados de su partido antecesor Peruanos por el Kambio en las elecciones de 2016. |                                           |              |              |              |         |         |
| Notas al pie: |                                           |              |              |              |         |         |
| 1 Dentro de la coalición Alianza para el Progreso del Perú en las elecciones de 2016. 2 Dentro de la coalición Alianza Solidaridad Nacional en las elecciones de 2016 (retiraron su candidatura). 3 Dentro de la coalición Alianza Popular en las elecciones de 2016. 4 Comparado con los resultados de su partido antecesor Peruanos por el Kambio en las elecciones de 2016.               |                                           |              |              |              |         |         |

### Elecciones parlamentarias de 2016
| Partidos y coaliciones | Partidos y coaliciones                         | Voto popular | Voto popular | Voto popular | Escaños | Escaños |
| Partidos y coaliciones | Partidos y coaliciones                         | Votos        | %            | ±pp          | Total   | +/−     |
| --- | ---------------------------------------------- | ------------ | ------------ | ------------ | ------- | ------- |
| | Fuerza Popular1 (FP)                           | 198,838      | 51.74        | +18.94       | 4       | +2      |
| | Frente Amplio (FA)                             | 47,585       | 12.38        | Nuevo        | 0       | ±0      |
| | Peruanos por el Kambio (PPK)                   | 46,513       | 12.10        | Nuevo        | 0       | ±0      |
| | Alianza para el Progreso del Perú2 (APP–RN–SP) | 24,918       | 6.48         | n/a          | 0       | ±0      |
| | Alianza Popular3 (APRA–PPC–VP)                 | 22,502       | 5.86         | n/a          | 0       | ±0      |
| | Acción Popular4 (AP)                           | 21,621       | 5.63         | n/a          | 0       | ±0      |
| | Democracia Directa5 (DD)                       | 8,778        | 2.28         | +0.14        | 0       | ±0      |
| | Perú Posible4 (PP)                             | 7,133        | 1.86         | n/a          | 0       | ±0      |
| | Frente Esperanza (FE)                          | 4,720        | 1.23         | Nuevo        | 0       | ±0      |
| | Orden (O)                                      | 1,668        | 0.43         | Nuevo        | 0       | ±0      |
| |                                                |              |              |              |         |         |
| Total | Total                                          | 384,276      |              |              | 4       | ±0      |
| |                                                |              |              |              |         |         |
| Votos válidos | Votos válidos                                  | 384,276      | 64.49        | –11.17       |         |         |
| Votos en blanco | Votos en blanco                                | 70,467       | 11.89        | +0.97        |         |         |
| Votos nulos | Votos nulos                                    | 138,172      | 23.62        | +10.20       |         |         |
| Votos emitidos | Votos emitidos                                 | 592,915      | 85.16        | –1.39        |         |         |
| Abstenciones | Abstenciones                                   | 103,294      | 14.84        | +1.39        |         |         |
| Votantes registrados | Votantes registrados                           | 696,209      |              |              |         |         |
| |                                                |              |              |              |         |         |
| Fuente: |                                                |              |              |              |         |         |
| Notas al pie: 1 Comparado con los resultados de su partido antecesor Fuerza 2011 en las elecciones de 2011. 2 Comparado con los resultados de Alianza para el Progreso , Restauración Nacional (ambos dentro de la coalición Alianza por el Gran Cambio ) y Somos Perú (dentro de la coalición Alianza Electoral Perú Posible ) en las elecciones de 2011. 3 Comparado con los resultados del Partido Aprista Peruano y el Partido Popular Cristiano en las elecciones de 2011. 4 Dentro de la coalición Alianza Electoral Perú Posible en las elecciones de 2011. 5 Comparado con los resultados de su partido antecesor Fonavistas del Perú en las elecciones de 2011. |                                                |              |              |              |         |         |
| Notas al pie: |                                                |              |              |              |         |         |
| 1 Comparado con los resultados de su partido antecesor Fuerza 2011 en las elecciones de 2011. 2 Comparado con los resultados de Alianza para el Progreso, Restauración Nacional (ambos dentro de la coalición Alianza por el Gran Cambio) y Somos Perú (dentro de la coalición Alianza Electoral Perú Posible) en las elecciones de 2011. 3 Comparado con los resultados del Partido Aprista Peruano y el Partido Popular Cristiano en las elecciones de 2011. 4 Dentro de la coalición Alianza Electoral Perú Posible en las elecciones de 2011. 5 Comparado con los resultados de su partido antecesor Fonavistas del Perú en las elecciones de 2011.                  |                                                |              |              |              |         |         |

### Elecciones parlamentarias de 2011
| Partidos y coaliciones | Partidos y coaliciones                      | Voto popular | Voto popular | Voto popular | Escaños | Escaños |
| Partidos y coaliciones | Partidos y coaliciones                      | Votos        | %            | ±pp          | Total   | +/−     |
| ---------------------- | ------------------------------------------- | ------------ | ------------ | ------------ | ------- | ------- |
|                        | Fuerza 2011 (F2011)                         | 132,370      | 32.80        | n/a          | 2       | +2      |
|                        | Gana Perú (PNP–PS–PCP–PSR)                  | 98,648       | 24.45        | n/a          | 2       | +2      |
|                        | Solidaridad Nacional (SN–UPP–C90–SU–TPP)    | 47,146       | 11.68        | n/a          | 0       | ±0      |
|                        | Perú Posible (PP–AP–SP)                     | 38,896       | 9.64         | n/a          | 0       | ±0      |
|                        | Alianza por el Gran Cambio (APP–PPC–PHP–RN) | 32,467       | 8.05         | n/a          | 0       | ±0      |
|                        | Partido Aprista Peruano (APRA)              | 23,778       | 5.89         | n/a          | 0       | ±0      |
|                        | Cambio Radical (CR)                         | 13,044       | 3.23         | n/a          | 0       | ±0      |
|                        | Fonavistas del Perú (FP)                    | 8,621        | 2.14         | n/a          | 0       | ±0      |
|                        | Fuerza Nacional (FN)                        | 5,511        | 1.37         | n/a          | 0       | ±0      |
|                        | Fuerza Social (FS)                          | 2,324        | 0.58         | n/a          | 0       | ±0      |
|                        | Adelante (Adelante)                         | 729          | 0.18         | n/a          | 0       | ±0      |
|                        |                                             |              |              |              |         |         |
| Total                  | Total                                       | 403,534      |              |              | 4       | +4      |
|                        |                                             |              |              |              |         |         |
| Votos válidos          | Votos válidos                               | 403,534      | 75.66        | n/a          |         |         |
| Votos en blanco        | Votos en blanco                             | 58,239       | 10.92        | n/a          |         |         |
| Votos nulos            | Votos nulos                                 | 71,590       | 13.42        | n/a          |         |         |
| Votos emitidos         | Votos emitidos                              | 533,363      | 86.55        | n/a          |         |         |
| Abstenciones           | Abstenciones                                | 82,920       | 13.45        | n/a          |         |         |
| Votantes registrados   | Votantes registrados                        | 616,283      |              |              |         |         |
|                        |                                             |              |              |              |         |         |
| Fuente:                |                                             |              |              |              |         |         |

### Elecciones parlamentarias de 2006
Representación dentro del distrito electoral de Lima

### Elecciones parlamentarias de 2001
Representación dentro del distrito electoral de Lima

### Elecciones parlamentarias de 2000
Elecciones parlamentarias en distrito electoral nacional único

### Elecciones parlamentarias de 1995
Elecciones parlamentarias en distrito electoral nacional único

### Elecciones parlamentarias de 1990
| Partidos y coaliciones | Partidos y coaliciones                                     | Voto popular | Voto popular | Voto popular | Escaños | Escaños |
| Partidos y coaliciones | Partidos y coaliciones                                     | Votos        | %            | ±pp          | Total   | +/−     |
| --- | ---------------------------------------------------------- | ------------ | ------------ | ------------ | ------- | ------- |
| | Frente Democrático1 (Movimiento Libertad–PPC–AP)           | 60,063       | 30.92        | n/a          | 3       | +1      |
| | Partido Aprista Peruano (APRA)                             | 49,640       | 25.55        | –28.88       | 3       | –2      |
| | Cambio 90 (C90)                                            | 47,704       | 24.56        | Nuevo        | 2       | +2      |
| | Izquierda Unida (IU)                                       | 16,380       | 8.43         | –12.39       | 1       | –1      |
| | Izquierda Socialista (IS)                                  | 9,164        | 4.72         | Nuevo        | 0       | ±0      |
| | Frente de Defensa de Lima - Provincias                     | 3,739        | 1.93         | Nuevo        | 0       | ±0      |
| | Frente Popular Agrícola del Perú (Frepap)                  | 2,328        | 1.20         | Nuevo        | 0       | ±0      |
| | Frente Nacional de Trabajadores y Campesinos2 (Frenatraca) | 1,696        | 0.87         | +0.14        | 0       | ±0      |
| | Unión Nacional Odriísta (UNO)                              | 1,319        | 0.68         | n/a          | 0       | ±0      |
| | Unión Cívica Independiente                                 | 767          | 0.40         | Nuevo        | 0       | ±0      |
| | Movimiento Social Independiente                            | 734          | 0.38         | Nuevo        | 0       | ±0      |
| | Unión Democrática                                          | 355          | 0.18         | Nuevo        | 0       | ±0      |
| | Agrupación Política Independiente Cooperación Nacional     | 221          | 0.11         | Nuevo        | 0       | ±0      |
| | Frente Cívico Independiente Fortaleza y Libertad           | 157          | 0.08         | Nuevo        | 0       | ±0      |
| |                                                            |              |              |              |         |         |
| Total | Total                                                      | 194,267      |              |              | 9       | ±0      |
| |                                                            |              |              |              |         |         |
| Votos válidos | Votos válidos                                              | 194,267      | 100.00       | +6.59        |         |         |
| Votos en blanco | Votos en blanco                                            | 0            | 0.00         | –2.52        |         |         |
| Votos nulos | Votos nulos                                                | 0            | 0.00         | –4.07        |         |         |
| Votos emitidos | Votos emitidos                                             | 194,267      | n/d          | n/a          |         |         |
| Abstenciones | Abstenciones                                               | n/d          | n/d          | n/a          |         |         |
| Votantes registrados | Votantes registrados                                       | n/d          |              |              |         |         |
| |                                                            |              |              |              |         |         |
| Fuente: |                                                            |              |              |              |         |         |
| Notas al pie: 1 Comparado con los resultados del Partido Popular Cristiano (dentro de la coalición Convergencia Democrática ) y Acción Popular en las elecciones de 1985. 2 Comparado con los resultados de Izquierda Nacionalista (IN) en las elecciones de 1985. |                                                            |              |              |              |         |         |
| Notas al pie: |                                                            |              |              |              |         |         |
| 1 Comparado con los resultados del Partido Popular Cristiano (dentro de la coalición Convergencia Democrática) y Acción Popular en las elecciones de 1985. 2 Comparado con los resultados de Izquierda Nacionalista (IN) en las elecciones de 1985.                |                                                            |              |              |              |         |         |

### Elecciones parlamentarias de 1985
| Partidos y coaliciones | Partidos y coaliciones                                   | Voto popular | Voto popular | Voto popular | Escaños | Escaños |
| Partidos y coaliciones | Partidos y coaliciones                                   | Votos        | %            | ±pp          | Total   | +/−     |
| --- | -------------------------------------------------------- | ------------ | ------------ | ------------ | ------- | ------- |
| | Partido Aprista Peruano (APRA)                           | 111,969      | 54.43        | +28.51       | 5       | +2      |
| | Izquierda Unida1 (UNIR–UDP–PRT–UI–FOCEP–APS)             | 42,828       | 20.82        | +2.62        | 2       | +2      |
| | Acción Popular (AP)                                      | 22,756       | 11.06        | –33.34       | 1       | –4      |
| | Convergencia Democrática2 (PPC–MBH)                      | 21,762       | 10.58        | +2.58        | 1       | ±0      |
| | Frente Democrático de Unidad Nacional (FUN)              | 1,725        | 0.84         | Nuevo        | 0       | ±0      |
| | Izquierda Nacionalista3 (IN)                             | 1,508        | 0.73         | –0.21        | 0       | ±0      |
| | Partido Socialista de los Trabajadores (PST)             | 1,042        | 0.51         | Nuevo        | 0       | ±0      |
| | Partido de Avanzada Nacional (PAN)                       | 921          | 0.45         | Nuevo        | 0       | ±0      |
| | Movimiento Cívico Nacional 7 de Junio (M7J)              | 851          | 0.41         | Nuevo        | 0       | ±0      |
| | Lista Independiente Frente Independiente Andino          | 265          | 0.13         | Nuevo        | 0       | ±0      |
| | Partido Mariateguista para la Liberación Nacional (PMLN) | 74           | 0.04         | Nuevo        | 0       | ±0      |
| |                                                          |              |              |              |         |         |
| Total | Total                                                    | 205,701      |              |              | 9       | ±0      |
| |                                                          |              |              |              |         |         |
| Votos válidos | Votos válidos                                            | 205,701      | 93.41        | +18.32       |         |         |
| Votos en blanco | Votos en blanco                                          | 5,553        | 2.52         | –4.97        |         |         |
| Votos nulos | Votos nulos                                              | 8,962        | 4.07         | –13.35       |         |         |
| Votos emitidos | Votos emitidos                                           | 220,216      | 74.27        | n/a          |         |         |
| Abstenciones | Abstenciones                                             | 76,309       | 25.73        | n/a          |         |         |
| Votantes registrados | Votantes registrados                                     | 296,525      |              |              |         |         |
| |                                                          |              |              |              |         |         |
| Fuente: |                                                          |              |              |              |         |         |
| Notas al pie: 1 Comparado con los resultados de los partidos Unión de Izquierda Revolucionaria (PCP-PR–PCR–VR–FLN), Unidad Democrático Popular (UDP), Partido Revolucionario de los Trabajadores (PRT), Unidad de Izquierda (UI), el Frente Obrero Campesino Estudiantil y Popular (FOCEP) y Acción Política Socialista (APS) en las elecciones de 1980. 2 Comparado con los resultados del Partido Popular Cristiano (PPC) en las elecciones de 1980. 3 Comparado con los resultados del Frente Nacional de Trabajadores y Campesinos (Frenatraca) en las elecciones de 1980. |                                                          |              |              |              |         |         |
| Notas al pie: |                                                          |              |              |              |         |         |
| 1 Comparado con los resultados de los partidos Unión de Izquierda Revolucionaria (PCP-PR–PCR–VR–FLN), Unidad Democrático Popular (UDP), Partido Revolucionario de los Trabajadores (PRT), Unidad de Izquierda (UI), el Frente Obrero Campesino Estudiantil y Popular (FOCEP) y Acción Política Socialista (APS) en las elecciones de 1980. 2 Comparado con los resultados del Partido Popular Cristiano (PPC) en las elecciones de 1980. 3 Comparado con los resultados del Frente Nacional de Trabajadores y Campesinos (Frenatraca) en las elecciones de 1980.               |                                                          |              |              |              |         |         |

### Elecciones parlamentarias de 1980
| Partidos y coaliciones | Partidos y coaliciones                                    | Voto popular | Voto popular | Voto popular | Escaños | Escaños |
| Partidos y coaliciones | Partidos y coaliciones                                    | Votos        | %            | ±pp          | Total   | +/−     |
| ---------------------- | --------------------------------------------------------- | ------------ | ------------ | ------------ | ------- | ------- |
|                        | Acción Popular (AP)                                       | 71,791       | 44.40        | n/a          | 5       | n/a     |
|                        | Partido Aprista Peruano (APRA)                            | 41,918       | 25.92        | n/a          | 3       | n/a     |
|                        | Partido Popular Cristiano (PPC)                           | 12,939       | 8.00         | n/a          | 1       | n/a     |
|                        | Unidad de Izquierda (UI)                                  | 11,333       | 7.01         | n/a          | 0       | n/a     |
|                        | Unión de Izquierda Revolucionaria (PCP-PR–PCR–VR–FLN)     | 6,692        | 4.14         | n/a          | 0       | n/a     |
|                        | Unidad Democrático Popular (UDP)                          | 3,730        | 2.31         | n/a          | 0       | n/a     |
|                        | Partido Revolucionario de los Trabajadores (PRT)          | 3,686        | 2.28         | n/a          | 0       | n/a     |
|                        | Frente Obrero Campesino Estudiantil y Popular (FOCEP)     | 3,355        | 2.08         | n/a          | 0       | n/a     |
|                        | Frente Nacional de Trabajadores y Campesinos (Frenatraca) | 1,514        | 0.94         | n/a          | 0       | n/a     |
|                        | Unión Nacional Odriísta (UNO)                             | 1,159        | 0.72         | n/a          | 0       | n/a     |
|                        | Organización Política de la Revolución Peruana (OPRP)     | 1,113        | 0.69         | n/a          | 0       | n/a     |
|                        | Movimiento Popular de Acción e Integración Social (MPAIS) | 1,032        | 0.64         | n/a          | 0       | n/a     |
|                        | Movimiento Democrático Peruano (MDP)                      | 823          | 0.51         | n/a          | 0       | n/a     |
|                        | Acción Política Socialista (APS)                          | 615          | 0.38         | n/a          | 0       | n/a     |
|                        |                                                           |              |              |              |         |         |
| Total                  | Total                                                     | 161,700      |              |              | 9       | n/a     |
|                        |                                                           |              |              |              |         |         |
| Votos válidos          | Votos válidos                                             | 161,700      | 75.09        | n/a          |         |         |
| Votos en blanco        | Votos en blanco                                           | 16,133       | 7.49         | n/a          |         |         |
| Votos nulos            | Votos nulos                                               | 37,500       | 17.42        | n/a          |         |         |
| Votos emitidos         | Votos emitidos                                            | 215,333      | n/d          | n/a          |         |         |
| Abstenciones           | Abstenciones                                              | n/d          | n/d          | n/a          |         |         |
| Votantes registrados   | Votantes registrados                                      | n/d          |              |              |         |         |
|                        |                                                           |              |              |              |         |         |
| Fuente:                |                                                           |              |              |              |         |         |